# Giuseppe Grezar
Giuseppe Grezar (ur. 25 listopada 1918 w Trieście, zm. 4 maja 1949) – włoski piłkarz, występujący na pozycji pomocnika.
Z zespołem AC Torino pięciokrotnie zdobył mistrzostwo Włoch (1943, 1946, 1947, 1948, 1949) i raz puchar tego kraju (1943). W latach 1942–1948 rozegrał 8 meczów w reprezentacji Włoch i strzelił  dla niej 1 gola.
Zginął w katastrofie lotniczej na wzgórzu Superga